# Pál Ranschburg

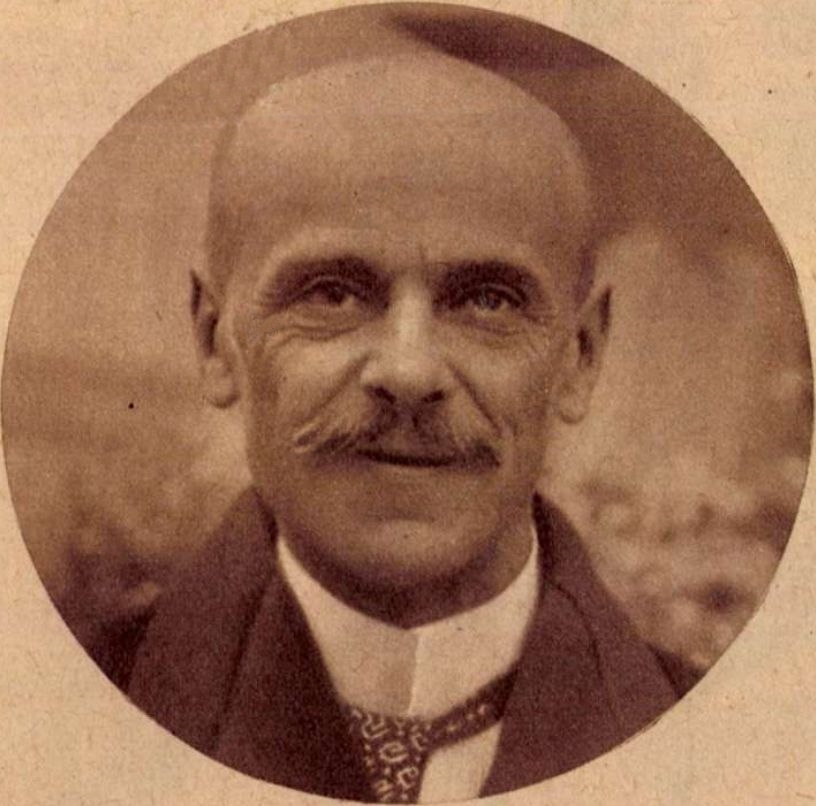
Pál Ranschburg (1929)

Pál Ranschburg (* 3. Januar 1870 in Győr, Österreich-Ungarn; † 13. Januar 1945 in Budapest) war ein ungarischer experimenteller Psychologe und Psychiater.

## Leben
1899 gründete er das erste psychologische Laboratorium Ungarns. Er wurde 1918 Professor für Psychologie in Budapest. 1928 gründete er die Ungarische Gesellschaft für Kinderforschung und die Ungarische Gesellschaft für Psychologie.
Leopold Szondi und Paul Harkai Schiller waren Schüler von Ranschburg.

## Werk
Er führte sowohl mit Kranken wie Gesunden Experimente zum Gedächtnis durch: Beim Ablesen oder Nachsprechen von Zahlenreihen machten die Probanden mehr Fehler, je ähnlicher die Zahlen waren und je dichter sie beieinander standen. Dies nannte er 1902 das Gesetz der homogenen Hemmung. Es besagt, dass ähnliche Lernelemente miteinander verschmolzen werden und deshalb nicht gut gelernt werden können, während heterogene Inhalte besser zur gleichen Zeit gelernt werden können. Diese Ranschburgsche Hemmung wird heute als ein Spezialfall von Interferenzen beim Lernen gesehen (s. Gedächtnishemmung). Hugo Münsterberg griff seine Forschungen in seinen ersten arbeitspsychologischen Forschungen an der Harvard University auf und machte Untersuchungen zur Monotonie am Arbeitsplatz (Die Psychologie und das Wirtschaftsleben, 1913).
Ranschburg setzte sich auch mit dem Lernversagen von Kindern im Erlernen des Lesens und Schreibens sowie mit der Rechenschwäche auseinander. Er prägte dazu 1916 die Begriffe Legasthenie und Arithmasthenie. In der Wahl des damals geläufigen Grundwortes Asthenie (=konstitutionelle oder angeborene Schwäche) deutete er seine Sichtweise der Phänomene an. Leseschwäche war für ihn Ausdruck einer „nachhaltigen Rückständigkeit höheren Grades in der geistigen Entwicklung des Kindes“ (1928). Dies führte bei mangelnder Lesefertigkeit bis in die 1960er Jahre zur Einschulung in die Sonderschule, obwohl Maria Linder bereits 1951 belegte, dass viele ‚Legastheniker‘ normal oder überdurchschnittlich intelligent sind.

## Schriften
- 1901: Apparat und Methode zur Untersuchung des optischen Gedächtnisses für medizinische und pädagogisch-psychologische Zwecke. In: Monatsschrift für Psychiatrie und Neurologie. Bd. 10, H. 5, S. 321–333.
- 1902: Über Hemmungen gleichzeitiger Reizwirkungen. Experimenteller Beitrag zur Lehre von den Bedingungen der Aufmerksamkeit. In: Zeitschrift für Psychologie und Physiologie der Sinnesorgane. Bd. 30, S. 39–86.
- 1916: Die Leseschwäche (Legasthenie) und Rechenschwäche (Arithmasthenie) der Schulkinder im Lichte des Experiments. Verlag von Julius Springer, Berlin 1916.
- 1928: Die Lese- und Schreibstörungen des Kindesalters. C. Marhold, Halle a.d. Saale.